# Serrat de Comadrells
La Serrat de Comadrells és una serra situada entre els municipis de Borredà i de Castell de l'Areny a la comarca del Berguedà, amb una elevació màxima de 1.247 metres.